# Volcano (película)
Volcano (titulada Volcán en Hispanoamérica) es una película estadounidense del género catastrófico de 1997 protagonizada por Tommy Lee Jones, Anne Heche y Gaby Hoffmann. Cuenta la historia de un esfuerzo por desviar el camino de un peligroso flujo de lava por las calles de Los Ángeles tras la formación de un volcán en La Brea Tar Pits. La trama fue concebida a partir de un guion escrito por Jerome Armstrong y Billy Ray, y se inspiró en la formación del volcán Paricutín en México en 1943.
Volcano fue estrenada por 20th Century Fox en los Estados Unidos el 25 de abril de 1997. Recibió críticas mixtas y recaudó 122,8 millones de dólares en todo el mundo con un presupuesto de 90 millones de dólares y fue un éxito en taquilla.

## Sinopsis
Un desastre de inimaginables proporciones amenaza la ciudad de Los Ángeles. Un terremoto y un intenso calor que emana del subsuelo anuncian, sin lugar a dudas, la erupción de un volcán, lo que causaría una situación de caos sin precedentes en la ciudad. Mike Roark, director de la oficina de gestión de emergencias, con la ayuda de una geóloga, la doctora Amy Barnes, intentará controlar la situación para evitar que el pánico se extienda.
La película empieza con la ciudad de Los Ángeles la cual presenta por medio de terremotos, grietas que extienden la falla de San Andrés, bajo la ciudad, tras lo cual se ve que se expulsa magma. Posteriormente un pequeño terremoto de 4.9 en la escala de Richter perturba a la población, pero al pasar, la gente vuelve a su rutina normal. Mike Roark trabajador de la O.E.M, deja a su hija Kelly Roark con una niñera, y va a trabajar con su compañero de trabajo Emmet Resse donde recibe la noticia de unos trabajadores de obras públicas fallecidos. Al llegar se le da el reporte de qué fue por un «escape de vapor». Al entrar al drenaje junto con su compañero de trabajo Gator escapan a velocidades tras ver el vapor pero calentado el drenaje y siendo caliente y amarillo. 
Más tarde, la doctora Amy Burnes le explica a Roark que los sismos pueden deberse al escape del magma por una grieta, pero este la ignora. Esa noche ella y su asistente Rachel, entran al drenaje para investigar. Sin embargo un sismo más fuerte que el anterior apaga la ciudad, provoca daños a un tren, causa daños considerables, y destruye el drenaje, matando a Rachel, Amy posteriormente, descubre que es una fisura de escape como ella había predicho. Roark y su hija, van a su trabajo con Emmet, en ese momento, las coladeras se elevan en corrientes de vapor y una columna de humo y rayos sale de los pozos de alquitrán, tras lo cual, bombas de roca ardiente salen destruyendo los edificios. Segundos después, Amy, sale de la coladera y ve las bombas, agua ebullendo y cenizas. Al poco tiempo, mientras la población trata de ayudar, se presenta un monstruoso ruido, cómo un rugido, además que los hollos de las coladeras dejan de votar vapor y tras lo cual
los pozos de alquitrán estallan, surgiendo un volcán qué expulsa lava y que empieza a fundir todo a su paso. 
Roark intenta salvar a unos bomberos pero estos mueren cuando el flujo de lava que se extiende alcanza el coche, Mike salva a su hija antes de que la lava derrita el coche y se incinere. Tras esto es llevada al Centro Médico Cedars-Sinaí por y atendida por la doctora Jayne Calder. La lava provoca varias muertes, entre ellas, la de Stan, quien tras ir a rescatar a los pasajeros y conductor del subterráneo, sacrifica su vida, saltando al flujo de lava (la cual pasó por la grieta) finalmente, Stan se derrite mórbidamente y muere. 
Roark y Amy se encuentran y deciden hacer una herradura para encerrar la lava, y evitar que alcanza las otras calles.
El flujo es encerrado con rieles K (también conocidos como delfines de concreto) tras esto, Amy propone rociar agua para solidificar la lava como la erupción de Islandia. Con el flujo encerrado exitosamente, se rocía el agua, y la lava se solidifica, pero Amy siente que algo no va bien y descubre que falta la erupción más fuerte. Roark al principio se muestra incrédulo, pero al meter al túnel del metro una cámara ven horrorizados en un monitor, como el flujo funde la cámara, y este es más fluido y caliente, Amy determina que es un tubo de lava y que cuando de con un muro, reventará violentamente. Lamentablemente descubren que la lava saldrá bajo el Cedars-Sinaí, y deciden hacer una zanja al arroyo Balona para que la lava llegue al mar, pero un mapa topográfico revela que el flujo irá en dirección contraria. 
Sin embargo, Roark idea un plan para hacer una presa y desviar el flujo de lava al océano, colocando bombas en un edificio, para así demolerlo, la erupción está a punto de comenzar, tras lo cual la explosión se da violenta y genera un géiser de lava, las bombas hacen la zanja, pero en el acto Roark encuentra que su hija está cuidando de un niño de cinco años, justo cuando harán volar el edificio sobre los dos, y Roark rescata a su hija. 
Sin embargo el edificio termina derrumbándose sobre los tres, y a la vez, los escombros desvían el flujo de lava a la zanja y está llega al océano. A pesar de la felicidad, Amy se muestra incrédula y horrorizada por la posible muerte de Mike. Sin embargo éste resulta salir ileso, con su hija y el niño. Finalmente deciden ir de vacaciones y la ciudad vuelve a la paz. Sin embargo el volcán sigue activo por el momento, dejando una pregunta abierta al espectador así como suspenso: Nombre: Mt. Wilshire; Estado: A.C.T.I.V.O.

## Reparto
- Tommy Lee Jones - Mike Roark
- Anne Heche - Doctora Amy Barnes
- Gaby Hoffmann - Kelly Roark
- Don Cheadle - Emmit Reese
- Jacqueline Kim - Doctora Jaye de Calder
- Keith David - Teniente Ed Fox
- John Corbett - Norman Calder
- Michael Rispoli - Gator Harris
- John Carroll Lynch - Stan Olber
- Dayton Callie - Roger Lapher
- Valente Rodriguez - Conductor del tren
- Marcello Thedford - Kevin
- Laurie Lathem - Rachel
- Bert Kramer - Jefe de bomberos
- Kevin Bourland - Bob Davis
- James G. MacDonald - Terry Jasper

## Producción
La película Volcano fue rodada simultáneamente junto con la película Un pueblo llamado Dante's Peak, la cual también era una cinta de catástrofes volcánicas. Mantuvieron una competencia feroz durante la preproducción, lo que llevó a que los mismos actores fueran tentados con suculentas cifras para que protagonizaran uno de estos filmes. Por ello, a la hora del estreno, la Fox optó por postergar la película y dejar vía libre a la Universal, que hacía la segunda película.

## Recepción
La película no tuvo el éxito de taquilla esperado y tuvo críticas mixtas.